# 交響曲第7番 (ハイドン)

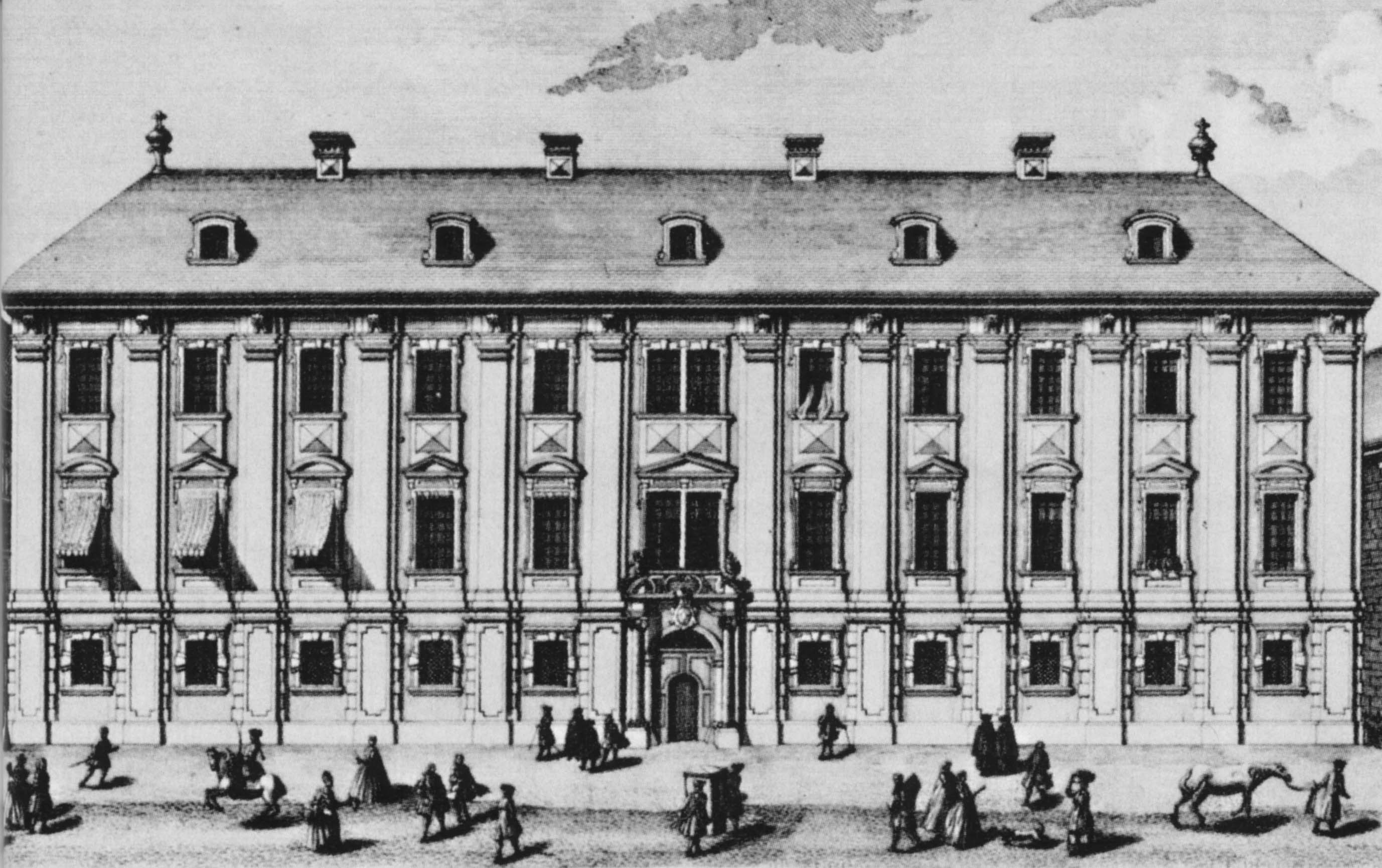
この交響曲が初演されたウィーンのヴァルナーシュトラーセにあるエステルハージ宮殿。

交響曲第7番 ハ長調 Hob. I:7 は、フランツ・ヨーゼフ・ハイドンが1761年に作曲した交響曲。『昼』（仏: Le Midi）の愛称で知られ、第6番『朝』、第8番『夕』とともに三部作を成し、三部作の2曲目に当たる。

## 概要
「朝・昼・夕」の三部作のうち、本作のみ自筆原稿が残っており、1761年の作品であることが確定している。
ハイドンの交響曲にはさまざまな愛称がついているが、そのほとんどは作曲者がつけたものではなく、ハイドンの意図を反映してもいない。この曲は自筆原稿に題名が記されている唯一の交響曲である。
ヴァイオリンによるレチタティーヴォは、本曲と同じころに書かれたとされる『ディヴェルティメント（カッサシオン）ハ長調』（Hob. II:17）にも出現する。

## 編成
フルート2、オーボエ2、ファゴット1、ホルン2、第1ヴァイオリン、第2ヴァイオリン、ヴィオラ、チェロ、コントラバス、通奏低音。
各楽章に独奏がある。
- 第1楽章では第1ヴァイオリン・第2ヴァイオリン・チェロが独奏を演奏する。
- 第2楽章のレチタティーヴォではヴァイオリンの独奏がある。それ以外の部分ではフルート2本、ヴァイオリン、チェロが独奏を演奏する。
- 第3楽章のメヌエット本体では（2小節だけで、あまり目立たないが）ホルン2本・独奏チェロ・独奏ファゴットが旋律を演奏する。トリオにはコントラバス独奏がある。
- 第4楽章ではフルート、第1ヴァイオリン、第2ヴァイオリンが独奏を演奏する。

フルートは第2楽章で2本（レチタティーヴォ部分を除く）、第4楽章で1本を使用する。当時のエステルハージ家の楽団にフルート奏者はひとりしかいなかったため、第2楽章ではオーボエ奏者が持ち替えでフルートを吹いていたと考えられている。
当時のハイドンの交響曲では通常チェロ・コントラバス・ファゴットの独立したパートはなく、「低音」の楽譜を演奏していた。しかし本曲ではファゴットのパートが（第2楽章以外）独立しているし、チェロは全楽章で低音から独立している（第4楽章では楽譜の上では分かれていないが、チェロの独奏を指定した箇所がある）。
低音の楽譜は自筆楽譜には「通奏低音」（Basso continuo）と記されているが、ウェーバーによれば、これは現代でいう通奏低音とは異なり、チェンバロで演奏したという意味ではない。

## 曲の構成
通常は全4楽章とされるが、第2楽章のレチタティーヴォとアダージョをそれぞれ別の楽章と解釈して、全5楽章と表記される場合もある。演奏時間は約24分。
三部作はいずれも合奏協奏曲的な性格を持つが、本曲はとりわけバロック音楽的に仕上がっている。
- 第1楽章 アダージョ - アレグロ
ハ長調、4分の4拍子 - 4分の3拍子、ソナタ形式。
4分の4拍子の序奏部はわずか10小節に過ぎなく、付点リズムによる荘厳な音楽である。
続く4分の3拍子の主部は、トレモロを伴った第1主題がユニゾンで提示された後に、2本の独奏ヴァイオリンとオブリガート・チェロが活躍し、トゥッティと対比されながらバロック音楽的に曲が進行する。

- 第2楽章 レチタティーヴォ - アダージョ
ハ短調 - ト長調、4分の4拍子、二部形式。
ヴァイオリンによるレチタティーヴォとカデンツァを持つ特異な構成になっており、開始部分のレチタティーヴォはハ短調ではじまる。独奏ヴァイオリンをオペラ歌手にみたて、突然の速度変化や急激な転調をともなってドラマチックに進行する。
続く主部は独奏ヴァイオリンに2本のフルートやオブリガート・チェロが絡み、アリアのように歌い上げる。最後はカデンツァと記された部分に突入し、ヴァイオリンとチェロが技巧的なパッセージを競い合った後に、短いトゥッティで曲を閉める。オペラと協奏曲の概念が合わさったユニークな楽章である。

- 第3楽章 メヌエット - トリオ
ハ長調、4分の3拍子。
メヌエット主部の前半には主旋律をホルン・ファゴット・チェロがエコーのように繰り返す箇所があり、ホルンの高音域が目立つ。トリオでは独奏コントラバスが活躍する。

- 第4楽章 フィナーレ：アレグロ
ハ長調、4分の2拍子、ソナタ形式。
2本のヴァイオリンとフルートが駆け回り、終始速いパッセージで進行する。